# Theano (software)
Theano es una biblioteca de Python y un compilador de optimización para manipular y evaluar expresiones matemáticas, especialmente las que tienen valores matriciales. En Theano, los cálculos se expresan utilizando una sintaxis similar a NumPy y se compilan para ejecutarse de manera eficiente en arquitecturas de CPU o GPU.

## Historia
Theano es un proyecto de código abierto desarrollado principalmente por el Instituto de Algoritmos de Aprendizaje de Montreal (MILA) en la Universidad de Montreal. El nombre del software hace referencia al antiguo filósofo Theano, asociado durante mucho tiempo con el desarrollo de la media áurea.
El 28 de septiembre de 2017, Pascal Lamblin publicó un mensaje de Yoshua Bengio, director de MILA: el desarrollo principal cesaría después del lanzamiento de la versión 1.0 debido a las ofertas competitivas de los principales actores industriales. Luego, Theano 1.0.0 se lanzó el 15 de noviembre de 2017. El 17 de mayo de 2018, Chris Fonnesbeck escribió en nombre del equipo de desarrollo de PyMC que los desarrolladores de PyMC asumirán oficialmente el control del mantenimiento de Theano una vez que renuncien. El 29 de enero de 2021, comenzaron a usar el nombre Aesara para su tenedor de Theano.

## Código de muestra
El siguiente código es el ejemplo original de Theano. Define un gráfico computacional con 2 escalares a y b de tipo doble y una operación entre ellos (suma) y luego crea una función de Python f que realiza el cálculo real.
```
import
 
theano

from
 
theano
 
import
 
tensor

# Declare two symbolic floating-point scalars

a
 
=
 
tensor
.
dscalar
()

b
 
=
 
tensor
.
dscalar
()

# Create a simple expression

c
 
=
 
a
 
+
 
b

# Convert the expression into a callable object that takes (a, b)

# values as input and computes a value for c

f
 
=
 
theano
.
function
([
a
,
 
b
],
 
c
)

# Bind 1.5 to 'a', 2.5 to 'b', and evaluate 'c'

assert
 
4.0
 
==
 
f
(
1.5
,
 
2.5
)

```